# David Prowse

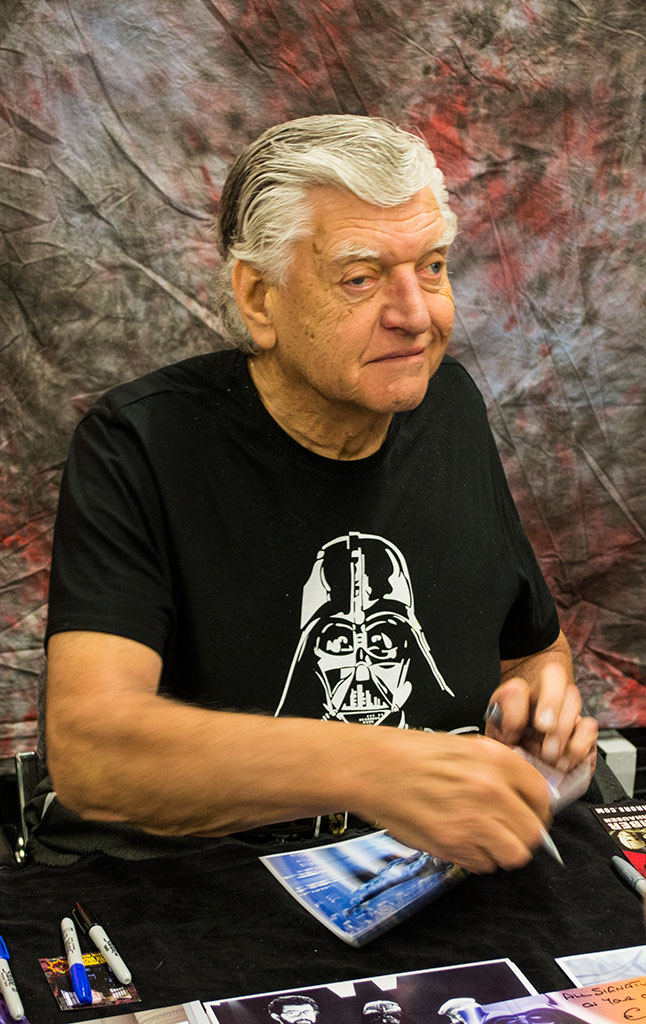
David Prowse (2013)

David Prowse, MBE (* 1. Juli 1935 in Bristol, England; † 28. November 2020 in London) war ein britischer Schauspieler und Fitnesstrainer.
In der Star-Wars-Trilogie (1977–1983) verkörpert Prowse die Figur des Darth Vader, wobei sein Text allerdings vom Sprecher James Earl Jones nachsynchronisiert wurde. In den wenigen Szenen, in denen Darth Vader ohne Maske zu sehen ist, ersetzte man ihn durch den Schauspieler Sebastian Shaw.

## Leben

### Jugend, frühere Jahre
David Prowse wuchs in einem Vorort von Bristol auf und besuchte die Bristol Grammar School. Schon in seiner Jugend zeigte der außergewöhnlich hochgewachsene Prowse Interesse am Bodybuilding. Zunächst jobbte er als Türsteher in einem Tanzclub und als Rettungsschwimmer in einer Badeanstalt.
Nach ersten Erfolgen bei den britischen Meisterschaften im Gewichtheben 1961 und 1962 verließ Prowse 1963 seine Heimatstadt Bristol und ging nach London, wo er für eine Kraftsportgesellschaft zu arbeiten begann. 1962 und die darauf folgenden zwei Jahre gewann er jeweils die britischen Meisterschaften im Gewichtheben. 1962 trat er zudem für das Vereinigte Königreich bei den British Empire and Commonwealth Games 1962 im australischen Perth an.
Prowse heiratete 1963 und wurde Vater von drei Kindern.

### Darsteller des Darth Vader
Prowse wurde besonders durch seine optische Darstellung des Darth Vader in den Star-Wars-Filmen bekannt. Seine Körpergröße von knapp 200 cm war einer der Faktoren, die ihn für diese Rolle qualifizierten. Die Stimme der Figur stammte dagegen von dem Schauspieler James Earl Jones, der die von Prowse ursprünglich gesprochenen Texte nachsynchronisierte. Der Grund, warum man auf die originale Stimme von Prowse verzichtete, war laut Regisseur George Lucas, dass man für die Rolle von Vader eine „dunklere Stimme – welche tiefer und nachhallender wirke“ haben wollte. Die Stimme von Prowse dagegen erschien wegen ihres nicht einschüchternden, westenglischen Akzents letztlich für eine solche Rolle ungeeignet. Nach eigener Aussage wusste Prowse nicht einmal, dass es sich bei seiner Rolle um den leiblichen Vater von Luke Skywalker handelte, bis er Das Imperium schlägt zurück im Kino sah. Auch im dritten Film der Saga spielte Prowse nur den maskierten Vader. In der finalen Szene, in welcher die Maske des dunklen Lords entfernt wurde, setzte man stattdessen das Gesicht des Schauspielers Sebastian Shaw ein.
In den Fechtszenen gegen Mark Hamill trat Prowse ebenfalls nicht persönlich an, da er im Schwertkampf keinerlei Erfahrung hatte. Dort wurde er stattdessen durch den Profi-Fechter Bob Anderson gedoubelt.
Auch nach Abschluss der originalen Trilogie blieb Prowse noch ein aktiver Mitwirkender im stetig fortlaufenden Star-Wars-Franchise. So war er 2007 wie viele der anderen ehemaligen Darsteller Gast auf der Star Wars Celebration Europe im Exhibition Centre London. Zudem trat er zur Unterstützung der Kinderrechtsorganisation Exhibition Centre London in zwei britischen Star-Wars-Fanfilmen in Cameorollen auf. 2008 hatte er einen Auftritt in der sechsten Folge der Fernsehshow Bring back... unter dem Titel Bring back...Star Wars. Hier berichtete Prowse unter anderem von einem früheren Streit mit George Lucas, da er laut dem Regisseur der Presse unerlaubterweise Andeutungen über den zukünftigen Tod Darth Vaders gemacht habe. Dies soll der Grund dafür gewesen sein, weswegen man, anders als ursprünglich geplant, sein Gesicht im dritten Film der Reihe nicht zeigte und durch den Schauspieler Shaw ersetzte.
Die Filmbiografie I Am Your Father beleuchtet sein Leben und setzt sich insbesondere mit den Kontroversen um Darth Vaders Filmstimme, Gesicht in Die Rückkehr der Jedi-Ritter sowie den Differenzen mit Lucasfilm auseinander.

### Andere Rollen
Innerhalb Großbritanniens ist Prowse auch für seine Darstellung der Werbefigur Green Cross Code Man bekannt, welche 1975 in Werbungen zur Förderung der Sicherheit im britischen Straßenverkehr zu sehen war.
Bereits 1971 spielte Prowse in dem Film Uhrwerk Orange in einer Nebenrolle den Bodyguard Julian. Durch diesen Film wurde auch George Lucas auf ihn aufmerksam und entschied sich, ihn für sein geplantes Star-Wars-Projekt zu verpflichten. Die Jahre darauf spielte Prowse einige Nebenrollen in verschiedenen Produktionen. So verkörperte er einen Kraftprotz in dem Horrorfilm Circus der Vampire, einen Minotaurus in der neunten Staffel von Doctor Who und hatte 1976 einen Auftritt in einer Episode von Mondbasis Alpha 1. 1977 hatte er zudem parallel zu seiner Rolle in Star Wars in Terry Gilliams Fantasyfilm Jabberwocky einen Auftritt als Schwarzer Ritter.
1978 verkörperte Prowse in einer Fernsehadaption von Shakespeares Stück Wie es euch gefällt den Kämpfer des Herzogs. 1981 war Prowse in einer BBC-Adaption des Romans Per Anhalter durch die Galaxis in einer kleinen Rolle als Leibwächter zu sehen. Die Rolle von Frankensteins Monster spielte Prowse mehrfach: 1967 in der James-Bond-Parodie Casino Royale, 1970 in Frankensteins Schrecken und 1974 in Frankensteins Höllenmonster.

### Andere Aktivitäten

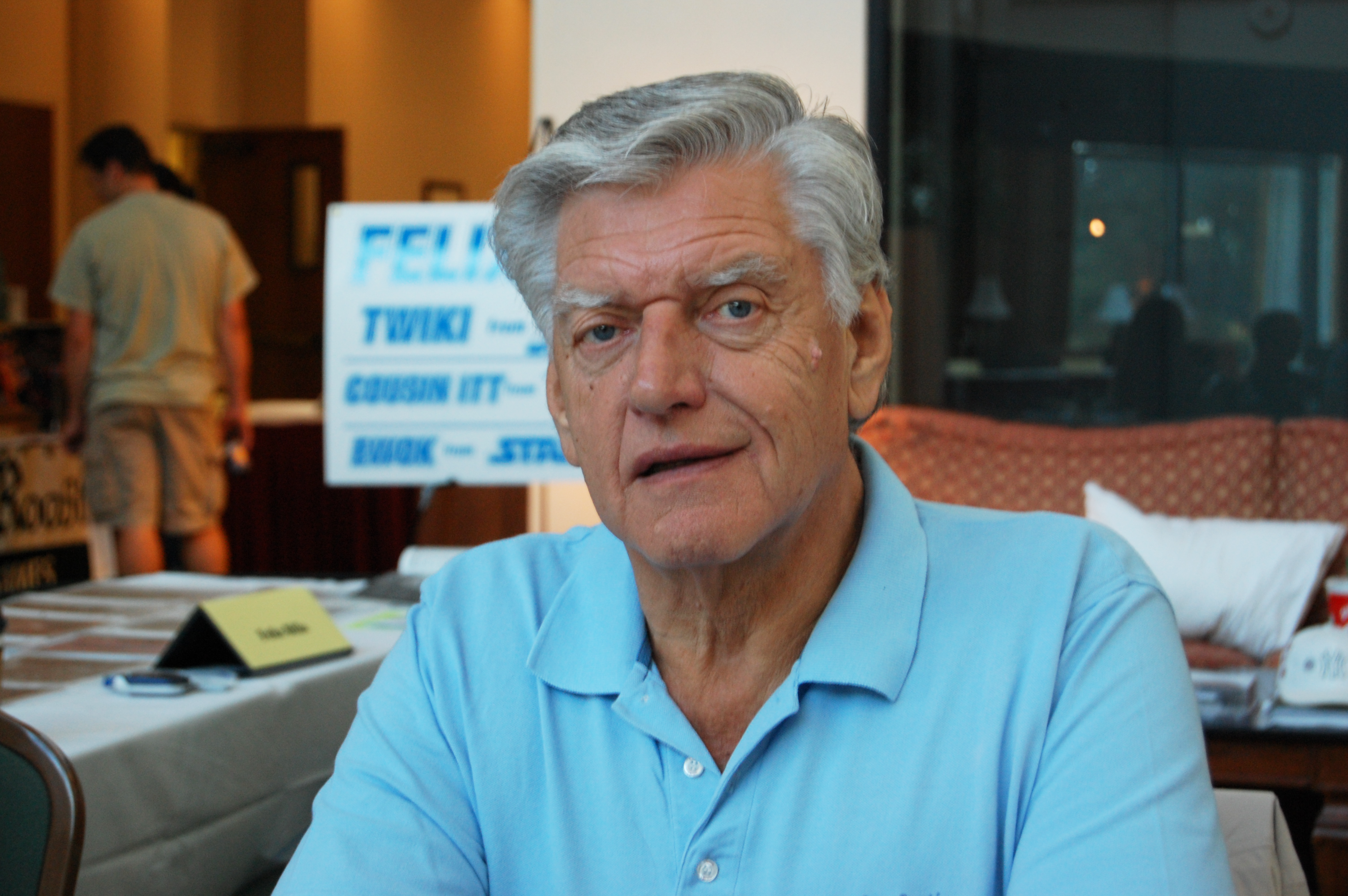
David Prowse auf der Mountain-Con 2007

1978 trainierte Prowse Christopher Reeve für seinen Part in Superman von 1978. Er trainierte später auch den Schauspieler Cary Elwes für seine Rolle in dem Film Die Braut des Prinzen (1987).
Auf dem Hintergrund seiner eigenen Erkrankung arbeitete Prowse mit verschiedenen britischen Organisationen zur Vorsorge von Arthritis zusammen. Er war zudem Vize-Präsident der Physically Handicapped and Able-bodied Association.
Prowse war ein bekannter Unterstützer des Rugbyvereins Bristol Bears. Für die Europawahl 2009 erklärte er sich zum aktiven Unterstützer der UK Independence Party.

### Gesundheitliche Probleme
Prowse litt den größten Teil seines Lebens an Arthritis. Die ersten Symptome hatten sich bereits im Alter von dreizehn Jahren gezeigt. Als er mit professionellem Kraftsport begann, schien die Krankheit vorbei zu sein. 1990 brach sie jedoch erneut aus. In der Folge wurden bei ihm in mehreren Operationen beide Hüftgelenke ersetzt. 2001 lähmte die Krankheit zuerst den rechten, später auch seinen linken Arm. Auch seine Körpergröße nahm durch die Krankheit stark ab.
2009 wurde bekannt, dass Prowse zusätzlich an Prostatakrebs erkrankt war und sich einer Strahlentherapie in einem Londoner Krankenhaus unterzog. 2014 schrieb die britische Zeitung Daily Mail, Prowse leide an Demenz. Diese Behauptung bestritt er auf seiner Website, gab jedoch Probleme mit seinem Erinnerungsvermögen zu, die er auf sein Alter zurückführte. Prowse starb Ende November 2020. Wenige Tage nach seinem Tod bestätigte Prowses Tochter, dass er an den Folgen einer SARS-CoV-2-Infektion starb.

## Filmografie (Auswahl)
- 1967: Casino Royale
- 1969: Tödlicher Salut (Crossplot)
- 1970: Frankensteins Schrecken (The Horror of Frankenstein)
- 1970: Callan (Fernsehserie, 1 Folge)
- 1971: Heinrichs Bettgeschichten oder Wie der Knoblauch nach England kam (Carry On Henry)
- 1971: Uhrwerk Orange (A Clockwork Orange)
- 1972: Circus der Vampire (Vampire Circus)
- 1973: Black Snake
- 1973: White Cargo
- 1974: Frankensteins Höllenmonster (Frankenstein and the Monster from Hell)
- 1974: Callan – Den Aasgeiern eiskalt serviert (Callan)
- 1976: Mondbasis Alpha 1 (Space: 1999, Fernsehserie, Folge „Die Feuerwolke“)
- 1977: Jabberwocky
- 1977: Caprona 2. Teil (The People That Time Forgot)
- 1977: Krieg der Sterne (Star Wars)
- 1980: Das Imperium schlägt zurück (The Empire Strikes Back)
- 1981: Per Anhalter durch die Galaxis (The Hitchhiker’s Guide to the Galaxy, Fernsehserie, eine Folge)
- 1983: Die Rückkehr der Jedi-Ritter (Return of the Jedi)
- 2015: I Am Your Father (Filmbiografie)